# Australian Open 1994
De 82e editie van het Australische grandslamtoernooi, het Australian Open 1994, werd gehouden tussen 17 en 30 januari 1994. Voor de vrouwen was het de 68e editie. Het toernooi werd in het Flinders Park te Melbourne gespeeld.
Het toernooi van 1994 trok 332.926 toeschouwers.

## Belangrijkste uitslagen
Mannenenkelspel

Finale:  Pete Sampras (VS) won van Todd Martin (VS) met 7-6, 6-4, 6-4
Vrouwenenkelspel

Finale: Steffi Graf (Duitsland) won van Arantxa Sánchez Vicario (Spanje) met 6-0, 6-2
Mannendubbelspel

Finale: Jacco Eltingh (Nederland) en Paul Haarhuis (Nederland) wonnen van Byron Black (Zimbabwe) en Jonathan Stark (VS) met 6-7, 6-3, 6-4, 6-3
Vrouwendubbelspel

Finale: Gigi Fernández (VS) en Natallja Zverava (Wit-Rusland) wonnen van Patty Fendick (VS) en Meredith McGrath (VS) met 6-3, 4-6, 6-4
Gemengd dubbelspel

Finale: Larisa Neiland (Letland) en Andrej Olchovski (Rusland) wonnen van Helena Suková (Tsjechië) en Todd Woodbridge (Australië) met 7-5, 6-7, 6-2
Meisjesenkelspel

Finale: Trudi Musgrave (Australië) won van Barbara Schett (Oostenrijk) met 4-6, 6-4, 6-2
Meisjesdubbelspel

Finale: Corina Morariu (VS) en Ludmila Varmužová (Tsjechië) wonnen van Yvette Basting (Nederland) en Alexandra Schneider (Duitsland) met 7-5, 2-6, 7-5
Jongensenkelspel

Finale: Ben Ellwood (Australië) won van Andrew Ilie (Australië) met 5-7, 6-3, 6-3
Jongensdubbelspel

Finale: Ben Ellwood (Australië) en Mark Philippoussis (Australië) wonnen van Jamie Delgado (VK) en Roman Kukal (Slowakije) met 4-6, 6-2, 6-1
1905 · 1906 · 1907 · 1908 · 1909 · 1910 · 1911 · 1912 · 1913 · 1914 · 1915 · 1916–1918 · 1919 · 1920 · 1921 · 1922 · 1923 · 1924 · 1925 · 1926 · 1927 · 1928 · 1929 · 1930 · 1931 · 1932 · 1933 · 1934 · 1935 · 1936 · 1937 · 1938 · 1939 · 1940 · 1941–1945 · 1946 · 1947 · 1948 · 1949 · 1950 · 1951 · 1952 · 1953 · 1954 · 1955 · 1956 · 1957 · 1958 · 1959 · 1960 · 1961 · 1962 · 1963 · 1964 · 1965 · 1966 · 1967 · 1968
↓ open tijdperk ↓
1969 (m-v-md-vd-gd) · 1970 (m-v-md-vd) · 1971 (m-v-md-vd) · 1972 (m-v-md-vd) · 1973 (m-v-md-vd) · 1974 (m-v-md-vd) · 1975 (m-v-md-vd) · 1976 (m-v-md-vd) · jan 1977 (m-v-md-vd) · dec 1977 (m-v-md-vd) · 1978 (m-v-md-vd) · 1979 (m-v-md-vd) · 1980 (m-v-md-vd) · 1981 (m-v-md-vd) · 1982 (m-v-md-vd) · 1983 (m-v-md-vd) · 1984 (m-v-md-vd) · 1985 (m-v-md-vd) · 1986 · 1987 (m-v-md-vd-gd) · 1988 (m-v-md-vd-gd) · 1989 (m-v-md-vd-gd) · 1990 (m-v-md-vd-gd) · 1991 (m-v-md-vd-gd) · 1992 (m-v-md-vd-gd) · 1993 (m-v-md-vd-gd) · 1994 (m-v-md-vd-gd) · 1995 (m-v-md-vd-gd) · 1996 (m-v-md-vd-gd) · 1997 (m-v-md-vd-gd) · 1998 (m-v-md-vd-gd) · 1999 (m-v-md-vd-gd) · 2000 (m-v-md-vd-gd) · 2001 (m-v-md-vd-gd) · 2002 (m-v-md-vd-gd) · 2003 (m-v-md-vd-gd) · 2004 (m-v-md-vd-gd) · 2005 (m-v-md-vd-gd) · 2006 (m-v-md-vd-gd) · 2007 (m-v-md-vd-gd) · 2008 (m-v-md-vd-gd) · 2009 (m-v-md-vd-gd) · 2010 (m-v-md-vd-gd) · 2011 (m-v-md-vd-gd) · 2012 (m-v-md-vd-gd) · 2013 (m-v-md-vd-gd) · 2014 (m-v-md-vd-gd) · 2015 (m-v-md-vd-gd) · 2016 (m-v-md-vd-gd) · 2017 (m-v-md-vd-gd) · 2018 (m-v-md-vd-gd) · 2019 (m-v-md-vd-gd)  · 2020 (m-v-md-vd-gd) · 2021 (m-v-md-vd-gd) · 2022 (m-v-md-vd-gd) · 2023 (m-v-md-vd-gd) · 2024 (m-v-md-vd-gd) · 2025 (m-v-md-vd-gd)
Lijst van Australian Openwinnaars